# Колесников, Сергей Викторович
Сергей Викторович Колесников (род. 28 августа 1968, Нижнетобольное, Курганская область) — российский самбист и дзюдоист, призёр чемпионатов России по дзюдо, чемпион и призёр чемпионатов России по самбо, чемпион Европы и призёр чемпионатов мира по самбо, мастер спорта СССР международного класса по самбо и дзюдо, Заслуженный мастер спорта России по самбо. Президент Федерации дзюдо Свердловской области. Живёт в Екатеринбурге.

## Биография
Родился 28 августа (в некоторых источниках 27 июня) 1968 года в селе Нижнетобольном Нижнетобольного сельсовета Белозерского района Курганской области, ныне село входит в Белозерский муниципальный округ той же области.
Начал заниматься спортом в 1977 году в секции ДЮСШ спортивного общества «Зенит». Его первым тренером был Александр Григорьевич Гусев. В 1981 году его начал тренировать Василий Прядеин. Вскоре Колесников стал чемпионом Курганской области.
В 1983 году поступил в ГПТУ № 6 в Кургане. В 1985 году выиграл всероссийский турнир в Рыбинске и выполнил норматив мастера спорта СССР по самбо. В 1985 году стал серебряным призёром чемпионата ВЦСПС.
В 1986—1988 годах служил в ВВС СССР. В 1987 году стал призёром, а в 1988 году — чемпионом СССР среди юниоров. В том же году стал чемпионом Европы в Вене (Австрия) среди юниоров.
После службы поступил в Курганский государственный педагогический институт на физкультурный факультет. Специализировался на дзюдо. В 1990 году стал обладателем командного кубка СССР по дзюдо. Был бронзовым призёром чемпионата Европы в командном зачёте, обладателем Кубка мира среди студентов. В 1993 году стал чемпионом мира среди студентов.
В 1993 году окончил КГПИ, получил специальность учителя физкультуры. Работал инструктором в Спортивном клубе «Зауралец».
В 1995 году призван по контракту в Курганский военный институт ФПС России.
Участвовал в Олимпийских играх 1996 года в Атланте, занял 33-е место.
В 1997 года начал выступать в соревнованиях по самбо. Его тренерами стали А. Н. Мельников и В. Г. Стенников.
В 2000 году переехал в город Верхняя Пышма. Стал 3-кратным чемпионом России, серебряным призёром Кубка мира, чемпионом Европы (в городе Албена (Болгария) в 2001 году), дважды серебряным призёром чемпионата мира (в Тбилиси в 1997 году и в Киеве в 2000 году). В 2001 году ему было присвоено звание Заслуженный мастер спорта России по самбо. В 2002 году стал финалистом Кубка мира в Уральске (Казахстан). На Чемпионате мира по самбо 2002 занял 5-е место.
В 2002 году перешёл на административную работу. С 13 мая 2002 года по 19 апреля 2018 года был Президентом Региональной общественной организации «Свердловская областная федерация дзюдо». В сентябре 2018 года, на отчетно-выборной конференции федерации дзюдо снял свою кандидатуру на выборах на должность президента федерации.
Работает заместителем директора спортивного клуба «Уралэлектромедь». Живёт в Екатеринбурге.

## Спортивные результаты
- Чемпионат России по дзюдо 1992 года — ;
- Чемпионат России по дзюдо 1993 года — ;
- Чемпионат России по дзюдо 1994 года — ;
- Чемпионат России по дзюдо 1995 года — ;
- Чемпионат России по самбо 1995 года — ;
- Чемпионат России по самбо 1997 года — ;
- Чемпионат России по самбо 1999 года — ;
- Чемпионат России по самбо 2000 года — ;
- Чемпионат России по самбо 2001 года — ;
- Чемпионат России по самбо 2002 года — ;

## Награды и звания
- Мастер спорта СССР международного класса (дзюдо, до 71 кг).
- Заслуженный мастер спорта России (21.03.2002, самбо, до 74 кг).

## Семья
Колесников женат, жена — Лариса Владимировна. Воспитывает дочь Алёну.